# МКС-14
МКС-14 — четырнадцатый долговременный экипаж Международной космической станции. Экипаж работал на борту МКС с 20 сентября 2006, 05:21 UTC по 21 апреля 2007, 09:11 UTC. Самая длительная экспедиция - более 213 суток (Лопес-Алегрия и Тюрин превысили длительность экспедиции МКС-8). Михаил Тюрин проработал на МКС две экспедиции. Суммарная продолжительность работы за две экспедиции (МКС-3 и МКС-14) составила 336 суток 20 ч 15 мин 52 сек и превысила время  С. Крикалёва (МКС-1 и МКС-11).

## Экипаж
- Майкл Лопес-Алегрия (Michael Lopez-Alegria) (4-й космический полёт), командир экипажа
- Михаил Тюрин (2), бортинженер
- Томас Райтер (2) (Thomas Reiter), бортинженер, до 12 декабря 2006 года, возвращение на шаттле STS-116
- Сунита Уильямс (1), бортинженер, с 12 декабря 2006 года, прибытие на шаттле STS-116

### Дублирующий экипаж
- Пеги Уитсон (Peggy Whitson), командир экипажа.
- Юрий Маленченко, бортинженер

## Описание полёта

### Смена экипажа
Майкл Лопес-Алегрия и Михаил Тюрин стартовали в космос на корабле «Союз ТМА-9» с космодрома Байконур (Казахстан) 18 сентября 2006 года. Вместе с ними в космос с кратким посещением МКС отправляется первая женщина-космический турист Ануше Ансари (экспедиция посещения ЭП-11).
Космонавты предыдущего долговременного экипажа МКС-13 — Павел Виноградов и Джеффри Уильямс вернулись на Землю на корабле «Союз ТМА-8» 29 сентября 2006 года. Вместе с ними на Землю вернулась и Ануше Ансари.
На протяжении работы МКС-14 был осуществлён приём двух грузовых кораблей «Прогресс М-58» (стыковка 26.10.2006) и «Прогресс М-59» (стыковка 20.01.2007), а также американского шаттла «Дискавери» STS-116 (в составе МКС 11-19.12.2006). Экипаж МКС-14 выполнил пять выходов в открытый космос, два по российской программе в скафандрах «Орлан-М» и три по американской программе.

### Выходы в открытый космос
- Выход 1 — Тюрин и Лопес-Алегрия
- Цель: осмотр стыковочного узла, перестановка антенны, запуск мяча для гольфа.
- Начало: 23 ноября 2006 — 00:17 UTC
- Окончание: 23 ноября — 05:55 UTC
- Продолжительность: 5 часов 38 минут[1]

Это 77-й выход в космос связанный с МКС.
Это 6-й выход в космос Майкла Лопес-Алегрия и 4-й выход Михаила Тюрина.
Выход из российского модуля «Пирс» в российских скафандрах.
- Выход 2 — Лопес-Алегрия и Уильямс
- Цель: переключение систем охлаждения и электропитания.
- Начало: 31 января 2007 — 15:14 UTC
- Окончание: 31 января — 23:09 UTC
- Продолжительность: 7 часов 55 минут[2]

Это 78-й выход в космос связанный с МКС, 50-й выход из МКС, 30-й выход из модуля «Квест»
Это 7-й выход в космос Майкла Лопес-Алегрия и 2-й выход Суниты Уильямс.
Выход из американского модуля «Квест» в американских скафандрах.
- Выход 3 — Лопес-Алегрия и Уильямс
- Цель: переключение систем охлаждения и электропитания.
- Начало: 4 февраля 2007 — 13:38 UTC
- Окончание: 4 февраля — 20:49 UTC
- Продолжительность: 7 часов 11 минут[3]

Это 79-й выход в космос связанный с МКС, 51-й выход из МКС, 31-й выход из модуля «Квест»
Это 8-й выход в космос Майкла Лопес-Алегрия и 3-й выход Суниты Уильямс.
Выход из американского модуля «Квест» в американских скафандрах.
- Выход 4 — Лопес-Алегрия и Уильямс
- Цель: снятие защитных кожухов, переключение систем электропитания.
- Начало: 8 февраля 2007 — 13:26 UTC
- Окончание: 8 февраля — 20:06 UTC
- Продолжительность: 6 часов 40 минут[4]

Это 80-й выход в космос связанный с МКС, 52-й выход из МКС, 32-й выход из модуля «Квест»
Это 9-й выход в космос Майкла Лопес-Алегрия и 4-й выход Суниты Уильямс.
Выход из американского модуля «Квест» в американских скафандрах.
- Выход 5 — Тюрин и Лопес-Алегрия
- Цель: устранение неполадок с антенной «Прогресса», смена экспериментальных материалов.
- Начало: 22 февраля 2007 — 10:17 UTC
- Окончание: 22 февраля — 16:45 UTC
- Продолжительность: 6 часов 18 минут[5]

Это 81-й выход в космос связанный с МКС.
Это 10-й выход в космос Майкла Лопес-Алегрия и 5-й выход Михаила Тюрина.
Выход из российского модуля «Пирс» в российских скафандрах.

### Работа на борту МКС
20 сентября в 09:21:20 UTC корабль «Союз ТМА-9» с экипажем 14-й долговременной экспедиции и участницей экспедиции посещения ЭП-11  Ануше Ансари и успешно пристыковался к кормовому стыковочному узлу модуля «Звезда» МКС. Стыковка прошла в автоматическом режиме, под контролем командира «Союза» Михаила Тюрина. После проверки герметичности стыка, в 12:34 был открыт люк между кораблём «Союз» и МКС.
27 сентября состоялась официальная смена экипажей на МКС. Командир МКС-13 Павел Виноградов передал свои полномочия Майклу Лопес-Алегрия, командиру МКС-14. Обязанности бортинженера вместо Джеффри Уильямса стал выполнять Михаил Тюрин. Астронавт ЕСА Томас Райтер перешёл из экипажа МКС-13 в экипаж МКС-14. Томаса Райтера сменила Суннита Уильямс в декабре.
28 сентября корабль «Союз ТМА-8» отстыковался от МКС вместе с членами экипажа МКС-13 и космической туристкой Ануше Ансари.
26 октября в 18:29 (московское летнее время), при стыковке грузового корабля Прогресс М-58 с МКС, возникла нештатная ситуация. Телеметрия показала, что не сложилась антенна системы автоматической стыковки. Было принято решение приостановить стыковку. После анализа всех данных, было принято решение продолжить стыковку. Стягивание прошло нормально. Задержка между стыковкой и полным стягиванием составила 3,5 часа. После проверки герметичности стыка, был открыт люк между МКС и «Прогрессом». «Прогресс» доставил на МКС 2,4 тонн полезных грузов.
В ночь с 22 на 23 ноября космонавты Майкл Лопес-Алегрия и Михаил Тюрин выполнили первый выход в открытый космос. Выход был осуществлён из российского модуля «Пирс», в российских скафандрах «Орлан». Продолжительность выхода — 5 часов 38 минут. Это 20-й выход из российского модуля «Пирс».
С 09 апреля по 20 апреля 2007 года на борту МКС была проведена выставка известного Русского художника Александра Шилова. На борту МКС демонстрировались подлинники картин: "Русские просторы", "Пруд в Сокольниках", "Весна. Сокольники", "Березы у воды. Сокольники", "На высоте". Космонавты оставили свои автографы на картинах.
Первой акцией в открытом космосе был удар клюшкой для гольфа по мячу. Эту рекламную акцию выполнил Михаил Тюрин. Эта имитация игры в гольф в космосе осуществлялась в рамках коммерческого соглашения между Роскосмосом и канадской фирмой Element 21 Golf Co. Сумма сделки не оглашается. Мяч, который запустил Тюрин, весит 3 грамм и диаметром 43 мм, он, приблизительно, в 15 раз легче настоящего мяча для гольфа. По оценкам, этот мяч останется на орбите в течение трёх суток, а затем сгорит в атмосфере.
Космонавты обследовали антенны системы «Курс» грузового корабля Прогресс М-58, который пристыкован к кормовому порту модуля «Звезда». Это обследование было предпринято из-за нештатной ситуации, которая произошла во время стыковки «Прогресса» с МКС 26 октября.
Космонавты пытались сложить антенну, но это им не удалось, так как антенну заклинило. Космонавты сделали несколько снимков антенны. Эти снимки переданы на Землю.
Во время следующего задания, космонавт переставили антенну, которая предназначена для связи с европейским грузовым кораблём ATV (Automated Transfer Vehicle), первый полёт которого к МКС ожидается в 2007 году. Перестановка антенны была вызвана тем, что сигнал антенны испытывал помехи от внешней поверхности двигателей модуля «Звезда».
Затем космонавты установили Бортовой телескоп нейтронов {БТН} для проведения эксперимента «БТН-Нейтрон». Это оборудование предназначено для регистрации потока заряженных и нейтральных элементарных частиц.
Планируемый осмотр крана «Стрела» был отменён из-за недостатка времени.
Первоначально начало выхода планировалось в 2 часа ночи, но из-за проблем возникших в системе охлаждения скафандра Тюрина, выход был задержан на 1 час и 17 минут.
Время начала выхода — 3 часа 17 минут (московское время), (00:17 UTC, 7:17 p. m. EST), в это время МКС находилась над Атлантическим океаном. Время окончания выхода — 8 часов 55 минут (05:55 UTC, 12:55 a.m. EST).
Томас Райтер ассистировал своим товарищам, находясь в МКС.
Это был первый выход в открытый космос для экипажа МКС-14, 6-й выход для Лопес-Алегрия и четвёртый для Михаила Тюрина. Это был 77-й выход с начала сборки МКС в 1998 году. 25 американских астронавтов, 13 русских космонавтов, два канадца и по одному астронавту из Франции, Японии и Германии осуществляли эти выходы.
11-19 декабря в составе МКС находился шаттл «Дискавери» STS-116. Доставка и монтаж на МКС звена фермы Р5. Смена одного члена экипажа МКС-14. Экипаж шаттла выполнил четыре выхода в открытый космос из модуля Квест.
16 января — расстыковка грузового корабля «Прогресс М-57»
20 января — стыковка грузового корабля «Прогресс М-59»
31 января в 15:14 UTC (10:14 a.m. EST, 18:14 московского времени) Астронавты Майкл Лопес-Алегрия и Сунита Уильямс вышли в открытый космос. Астронавты переключили на постоянную конфигурацию первую часть системы охлаждения американского лабораторного модуля «Дестини», которая работала по временной схеме. Астронавты ассистировали сворачиваемому под контролем с земли радиатора охлаждения на сегменте Р6, затем закрепили его и накрыли защитным кожухом. Астронавты также начали переключение силовых кабелей на стыковочном узле модуля «Дестини». Эти переключения позволят американским шаттлам в будущем получать энергию от солнечных батарей станции, что позволит шаттлам более длительное время оставаться в связке с МКС. Первый раз такое дополнительное электроснабжение было подключено к шаттлу «Индевор» STS-118 в июню 2007 года. Выход закончился в 23:09 UTC (6:09 p.m. EST, 1 февраля 02:09 московского времени). Продолжительность выхода составила 7 часов 55 минут. Это был 78-й выход связанный с МКС и 50-й выход непосредственно из МКС.

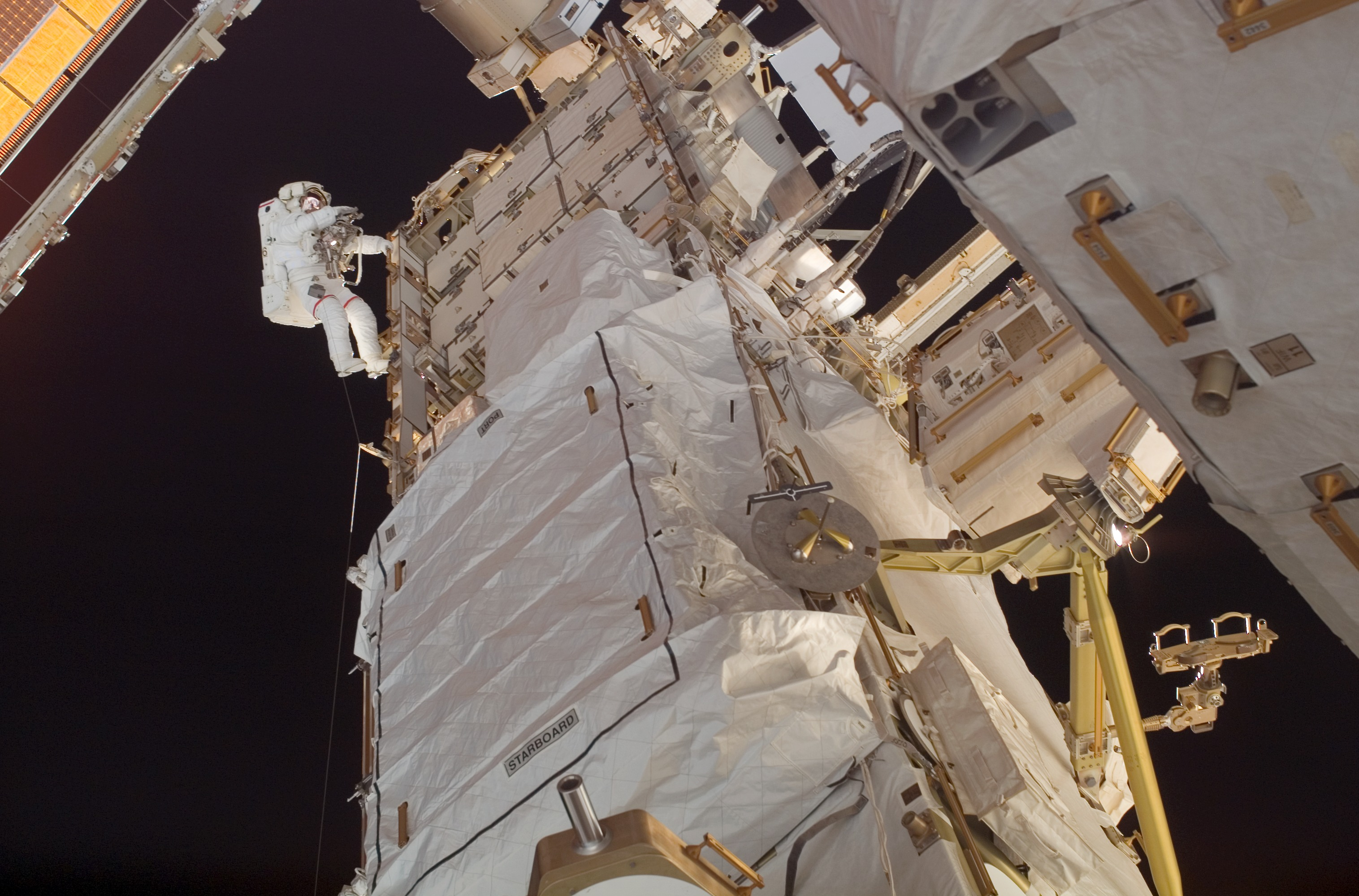
Майкл Лопес-Алегриа во время выхода в космос 4 февраля 2007 года.

4 февраля в 13:38 UTC (8:38 a.m. EST, 16:38 московского времени) Астронавты Майкл Лопес-Алегрия и Сунита Уильямс вновь вышли в открытый космос. Астронавты переключили на постоянную конфигурацию вторую часть системы охлаждения американского лабораторного модуля «Дестини», которая работала по временной схеме. Астронавты также продолжили переключение силовых кабелей на стыковочном узле модуля «Дестини». Астронавты ассистировали сворачиваемому под контролем с земли кормового радиатора охлаждения на сегменте Р6, и затем закрепили его. Выход закончился в 20:49 UTC (3:49 p.m. EST , 23:49 московского времени). Продолжительность выхода составила 7 часов 11 минут. Лопес-Алегрия совершил восьмой выход в открытый космос, теперь он занимает третье место по суммарной продолжительности космических прогулок. Уильямс совершила третий выход и по суммарной продолжительности космических прогулок вышла на первое место. Это был 79-й выход связанный с МКС и 51-й выход непосредственно из МКС.
8 февраля состоялся третий в течение девяти суток выход в открытый космос. Выход начался в 13:26 UTC (8:26 a.m. EST , 16:26 московского времени). Майкл Лопес-Алегрия и Сунита Уильямс удалили два защитных кожуха, которые служили защитой от переохлаждения механизмов привода солнечных батарей на сегменте Р3. Снятые кожухи были выброшены в свободный полёт, через некоторое время они сгорят в атмосфере. Астронавты также смонтировали платформу, на которой закрепляются различные приборы и инструменты — ESP-3. Затем астронавты продолжили работу по переключению кабелей электропитания к стыковочному узлу, который используется для причаливания шаттлов. Выход закончился в 20:06 UTC (3:06 p.m. EST , 23:06 московского времени). Продолжительность выхода составила 6 часов 40 минут. Это был девятый выход Лопес-Алегрия. Его общее время продолжительности пребывания в открытом космосе составило 61 час 22 минуты, это рекордный показатель для астронавтов США. Предыдущий рекорд принадлежал Джерри Россу, который совершил девять выходов общей продолжительностью 58 часов 32 минуты. Абсолютный рекорд принадлежит российскому космонавту Анатолию Соловьёву — 82 часа 21 минута. Суннита Уильямс установила рекорды среди женщин-астронавтов: 4 выхода, общей продолжительностью 29 часов 17 минут. Это был 80-й выход связанный с МКС и 52-й (32-й выход из модуля «Квест») выход непосредственно из МКС.
22 февраля космонавты Майкл Лопес-Алегрия и Михаил Тюрин работали в открытом космосе. Выход начался в 10:27 UTC (05:27 a. m. EST, 13:27 московского времени) и закончился в 16:45 UTC (11:45 a. m. EST, 19:45 московского времени). Продолжительность составила 6 часов 18 минут. Во время выхода в открытый космос космонавты сложили антенну системы «Курс» грузового корабля «Прогресс», которая сработала нештатно во время стыковки «Прогресса» с МКС 27 октября 2006 года. Эта операция была необходима, чтобы предотвратить возможные непредвиденные обстоятельства, которые могли бы возникнуть при отстыковки «Прогресса» от МКС. Во время выхода, Тюрин имел проблемы с системой охлаждения скафандра. Его визир запотел, и некоторое время Тюрин ничего не видел. Однако затем ситуация нормализовалась и космонавты продолжили работу. Космонавты провели фотосъёмку антенны навигации и стыковочного оборудования для европейского грузового корабля, первый полёт которого к МКС должен состояться ещё в этом году. Космонавты поменяли экспериментальные материалы на внешней поверхности модуля «Звезда». Космонавты провели фотосъёмку и инспекцию крана «Стрела». Космонавты установили две площадки «Якорь» на модуле «Пирс». Выход в открытый космос осуществлялся по российской программе из модуля «Пирс» в скафандрах «Орлан». Это был 81-й выход связанный с МКС. 53-й выход непосредственно из МКС и 20-й выход из модуля «Пирс». Это был пятый выход во время экспедиции МКС-14. Это был 10-й выход Лопеса-Алегрия, рекорд для американских астронавтов. Для Михаила Тюрина это был пятый выход.
27 марта — расстыковка грузового корабля «Прогресс М-58»
9 апреля 2007 года на станцию на корабле «Союз ТМА-10» прибыли космонавты основного состава 15-й долговременной экспедиции: Фёдор Юрчихин и Олег Котов. Вместе с ними на станцию прибыл также пятый космический турист Чарльз Симони (экспедиция посещения ЭП-12).
Лопес-Алегрия передал командование МКС российскому космонавту Фёдору Юрчихину. Третий член экипажа МКС-14, Сунита Уильямс, продолжила работу на станции, теперь уже в составе МКС-15. Уильямс вернулась на Землю на шаттле «Атлантис» STS-117 8 июня.
21 апреля Михаил Тюрин, Майкл Лопес-Алегрия и Чарльз Симони вернулись на Землю на корабле «Союз ТМА-9». Корабль приземлился в Казахстане в 16 часов 31 минута (московское летнее время). На станции продолжила работу 15-я долговременная экспедиция: Фёдор Юрчихин (командир экспедиции), Олег Котов (бортинженер) и Сунита Уильямс (бортинженер).
Основной состав 14-й долговременной экспедиции МКС: Майкл Лопес-Алегрия и Михаил Тюрин провели в космосе 215 суток. 08 ч 23 мин, обновив рекорд пребывании на МКС. К тому же 215 суток 08 ч 23 мин - рекорд продолжительности пребывания в космосе для американских астронавтов. Майкл Лопес-Алегрия превзошёл предыдущий рекорд, который принадлежал членам 4-й долговременной экспедиции Дэниелу Буршу и Карлу Уолцу, и был равен 196 суток.